# 银街 (剑桥)

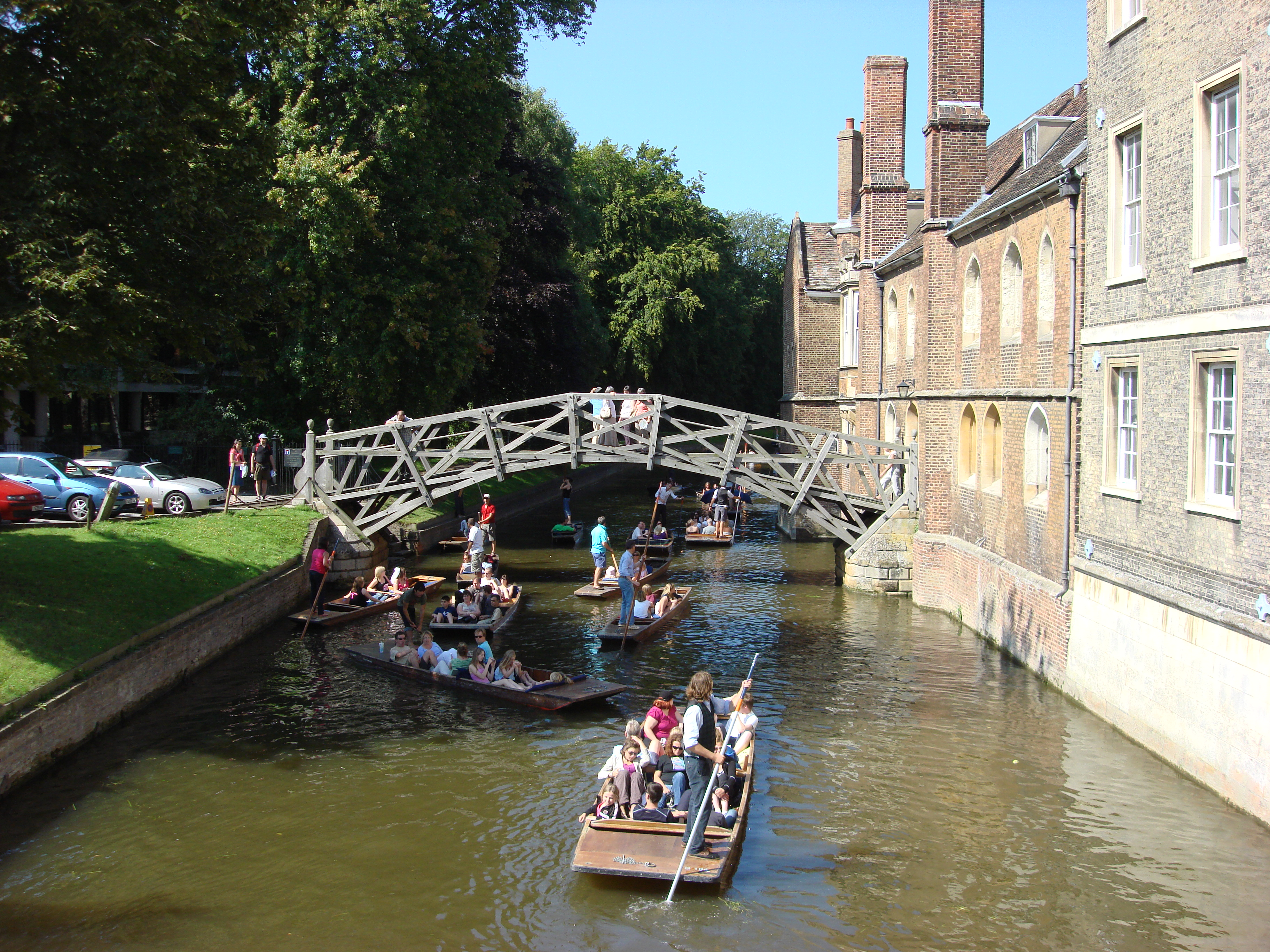
从银街桥看王后学院数学桥

银街（Silver Street）位于英格兰剑桥市中心西南部.，西连王后路，东连特兰平顿街。
其西南端向南是达尔文学院。中段向北在银街桥（1958年）跨越康河 是王后学院。在其东端面向特兰平顿街是圣凯瑟琳学院。
向北沿河是后园（The Backs），是剑桥观景最佳地点。